# 新解放区
新旧解放区的说法，是中華人民共和國建立前后才出现的。

## 地区
新解放区：鄂豫皖，新疆，豫皖苏，豫陕鄂，江汉。
老解放区：陕甘宁，晋绥，晋察冀，华东。

## 由来
中華人民共和國成立之后，中国人民解放军在第二次国共内战和地方清剿战斗中逐步胜利，长江以南广大国土获得解放，当时这些新解放的地区尚未来得及进行土地改革。
第二年，中華人民共和國中央人民政府颁布了《中华人民共和国土地改革法》，它规定废除地主阶级封建剥削的土地所有制，实行农民的土地所有制。这些都是老解放区。
1950年，土地改革运动在新解放区逐步展开。到1953年春，整個中國除新疆、西藏等少数民族地区以及中華民國台湾地区外，基本上完成了土地改革任务。 